# Triple DES

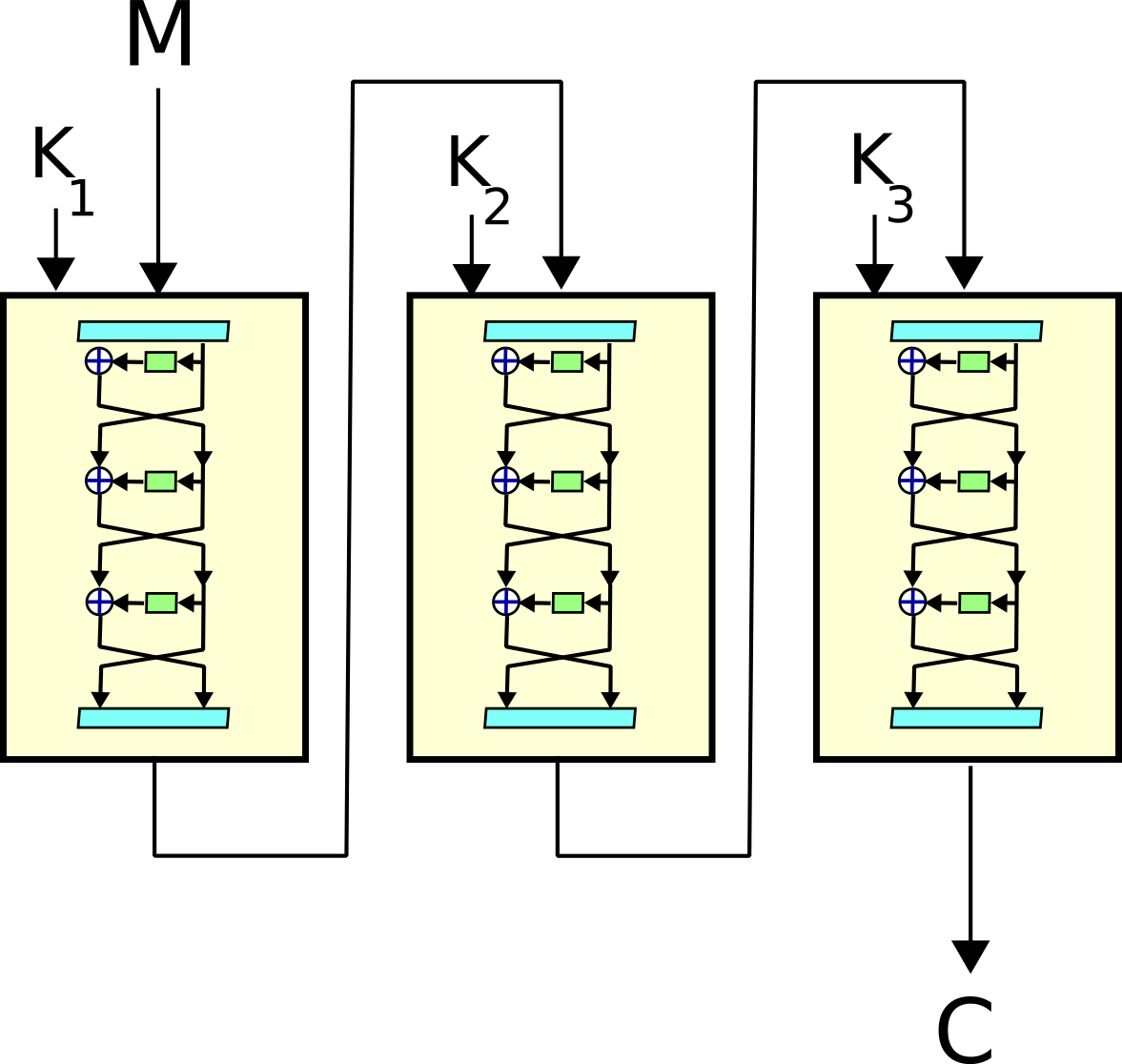
Esquema del funcionamiento del cifrado Triple DES

En criptografía, se llama Triple DES al algoritmo desarrollado por IBM en 1998 que hace triple cifrado del DES; también es conocido como TDES o 3DES.

## Seguridad
Cuando se descubrió que una clave de 56 bits no era suficiente para evitar un ataque de fuerza bruta, TDES fue elegido como forma de agrandar el largo de la clave sin necesidad de cambiar de algoritmo de cifrado. Este método de cifrado es inmune al ataque por encuentro a medio camino, doblando la longitud efectiva de la clave (112 bits), pero, en cambio, es preciso triplicar el número de operaciones de cifrado, lo que hace a este método de cifrado muchísimo más seguro que el DES. Por tanto, la longitud de la clave usada será de 168 bits (3x56 bits), aunque como se ha dicho su eficacia solo sea de 112 bits. Se continúa cifrando bloques de 64 bits.

## Usos
El Triple DES está desapareciendo lentamente, siendo reemplazado por el algoritmo AES. Sin embargo, la mayoría de las tarjetas de crédito y otros medios de pago electrónicos tienen como estándar el algoritmo Triple DES (anteriormente usaban el DES). Por su diseño, el DES y por lo tanto el TDES son algoritmos lentos. AES puede llegar a ser hasta 6 veces más rápido y hasta la fecha no se ha encontrado ninguna vulnerabilidad.